# Dögészholyva
A dögészholyva (Creophilus maxillosus) a bogarak rendjébe és a holyvafélék családjába tartozó faj.

## Előfordulása
A palearktikumban, Eurázsiában őshonos, de Észak-Amerika területén is széles körben elterjedt. Magyarországon is megtalálható. Több bogárral szemben ritkább, és inkább dombvidékeken, ligetes legelőkön található meg. Kisebb-nagyobb állati dögökön gyűjthető, ha ilyet nem talál, trágyán keresi meg rovartáplálékát.

## Megjelenése
Lárváik vaskosak, henger alakúak, 20–25 mm hosszúak. A kifejlett egyedek fényes feketék, és nagyjából 12–18 mm-esek.